# Sole nero

Copia del disegno a mosaico conservato al castello di Wewelsburg, identificato come rappresentazione del "sole nero" dal 1991

Il sole nero, o Schwarze Sonne (in tedesco), nella runologia esoterica è un simbolo solare, talvolta denominato anche come Sonnenrad ("la ruota del sole" o "ruota solare").
Il "sole nero" è citato negli articoli pubblicati dal 1951 al 1955 di Erik Halik, ingegnere svizzero e membro della società segreta neo-völkisch Landig Group, sulla rivista esoterica Mensh und Schiksal riguardo a degli ipotetici UFO nazisti.
A partire dagli anni 1990 il simbolo è stato ripreso da diversi movimenti legati al neonazismo.
La Anti-Defamation League ha ufficialmente riconosciuto il sole nero come simbolo d'odio, alla pari di altri simboli ripresi in funzione politica come la svastica destrogira, la croce celtica o le rune armane ideate da Guido von List.

## Prime rappresentazioni

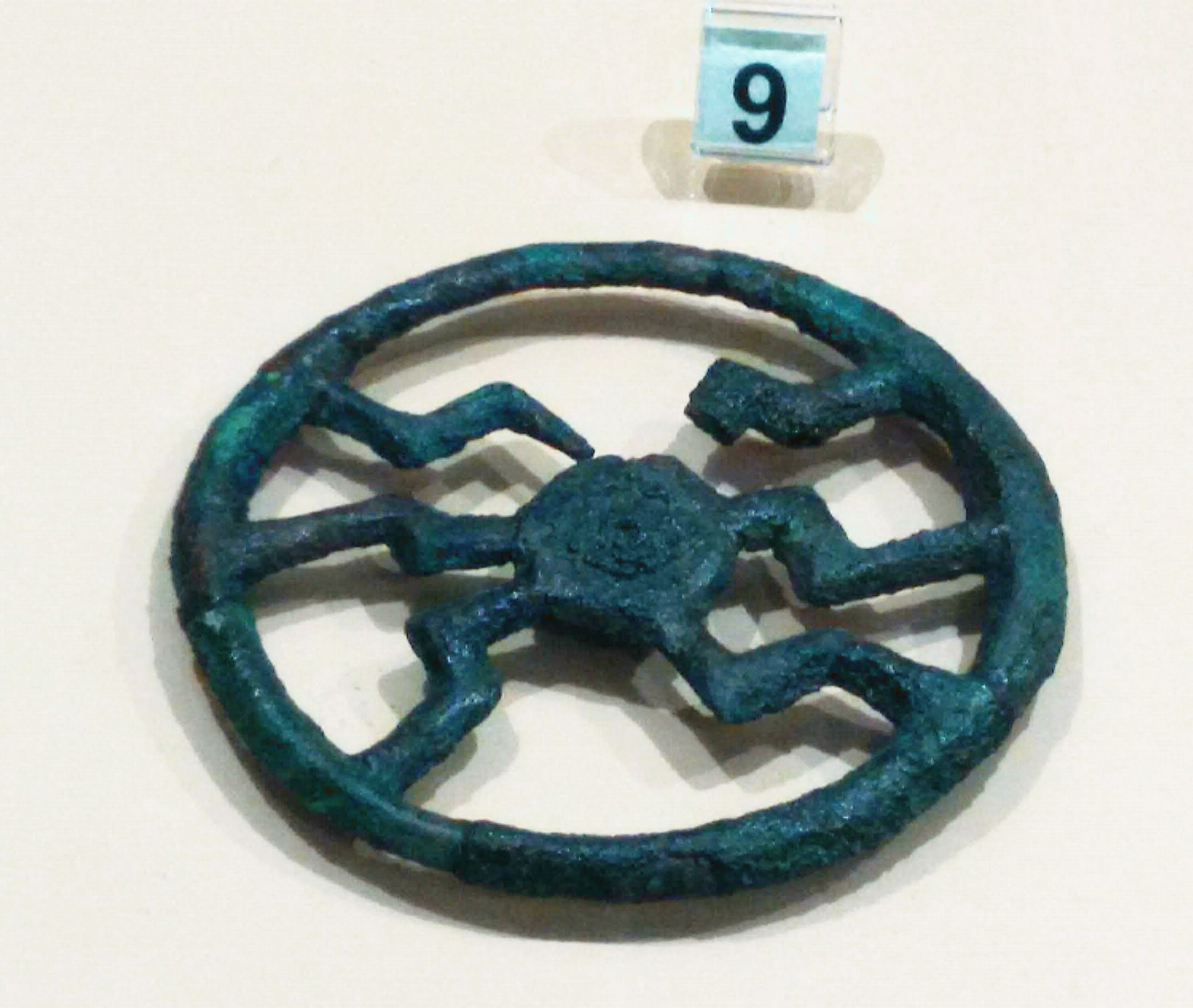
Zierscheibe, parte di una cintura femminile rinvenuta nella necropoli villanoviana di Verucchio, tra l'VIII e il VII secolo a.C., conservata nel museo civico archeologico di Verucchio

Il disegno del simbolo ha dei riconoscibili precedenti in alcuni zierscheiben, ossia fibule, fibbie, ganci o elementi decorativi femminili risalenti al primo periodo dell'età del ferro europea. Successivamente, lo si ritrova nel periodo delle Invasioni barbariche. Consistono generalmente di una serie di svastiche inscritte in un cerchio, dal cui centro si irradiano verso l'esterno. Il numero di raggi di queste fibule varia fra i cinque e dodici.
Goodrick-Clarke (2002) collega il disegno di Wewelsburg con l'antico medioevo germanico e suppone che i manufatti originalmente fossero collegati a significati solari: “la ruota solare a dodici raggi deriva dai dischi decorativi dei Merovingi dell'antico periodo medievale e suppone che esso rappresenti il sole in relazione con il passare dei mesi dell'anno". Ci sono poi delle supposizioni da parte dello studioso sulle spille della Germania nazista, tenendo conto la possibilità che i progettisti del mosaico di Wewelsburg siano stati effettivamente ispirati da questi precedenti storici, il cui rinvenimento in quel periodo destò un notevole interesse, in particolare gli esemplari che includevano una svastica al loro centro.

## Riscoperta nella prima metà del XX secolo
Con l'approfondirsi dell'interesse sentimentale patriottico per il folklore tedesco tra la fine del XIX secolo e l'inizio del XX secolo, iniziò con il Movimento völkisch uno studio e recupero delle antiche tradizioni, anche in chiave esoterica.
Il Sole nero fa la sua prima apparizione in era moderna tra i simboli della Germanenorden, società occulta alla cui fondazione nel 1912 parteciparono esponenti come Eberhard von Brockhusen, il quale era anche un generoso finanziatore di 
Guido von List, ai cui scritti si ispirava anche la Società Thule, nella quale il simbolo del Sole nero appare nel 1918.
Durante gli anni venti del ventesimo secolo, Karl Maria Wiligut riprese gli studi sulle rune e sulla simbologia esoterica germanica di Guido von List per elaborare un sistema iconografico neopagano (l'Irminismo) che ebbe una notevole influenza su Heinrich Himmler e sul misticismo nazista.
Una variante della ruota solare era utilizzata anche dall'organizzazione Kraft durch Freude.
Il simbolo fu adottato anche dal Vril Gesellschaft, organizzazione misterica pseudostorica, nota dagli anni sessanta del novecento, che sosteneva di essere stata fondata nel 1921 e di aver operato all'interno della Ahnenerbe, a sua volta componente culturale pseudo-scientifica (con spiccati interessi esoterici) delle SS fondata dallo studioso di religioni Herman Wirth.
Nel 1941, il leader delle SS Walther Blachetta, senza effettuare alcun riferimento al mosaico di Wewelsburg, definì una semplice ruota a dodici raggi una "ruota del cielo" e un "segno di completamento e obiettivo"; Per egli il sole stesso era «l’espressione più forte e visibile di Dio».
Secondo Friedrich Paul Heller e Anton Maegerle, il simbolo è un elemento originale del nazionalsocialismo, sebbene non se ne conoscesse il significato nemmeno a quel tempo.

## Il simbolo nel castello di Wewelsburg

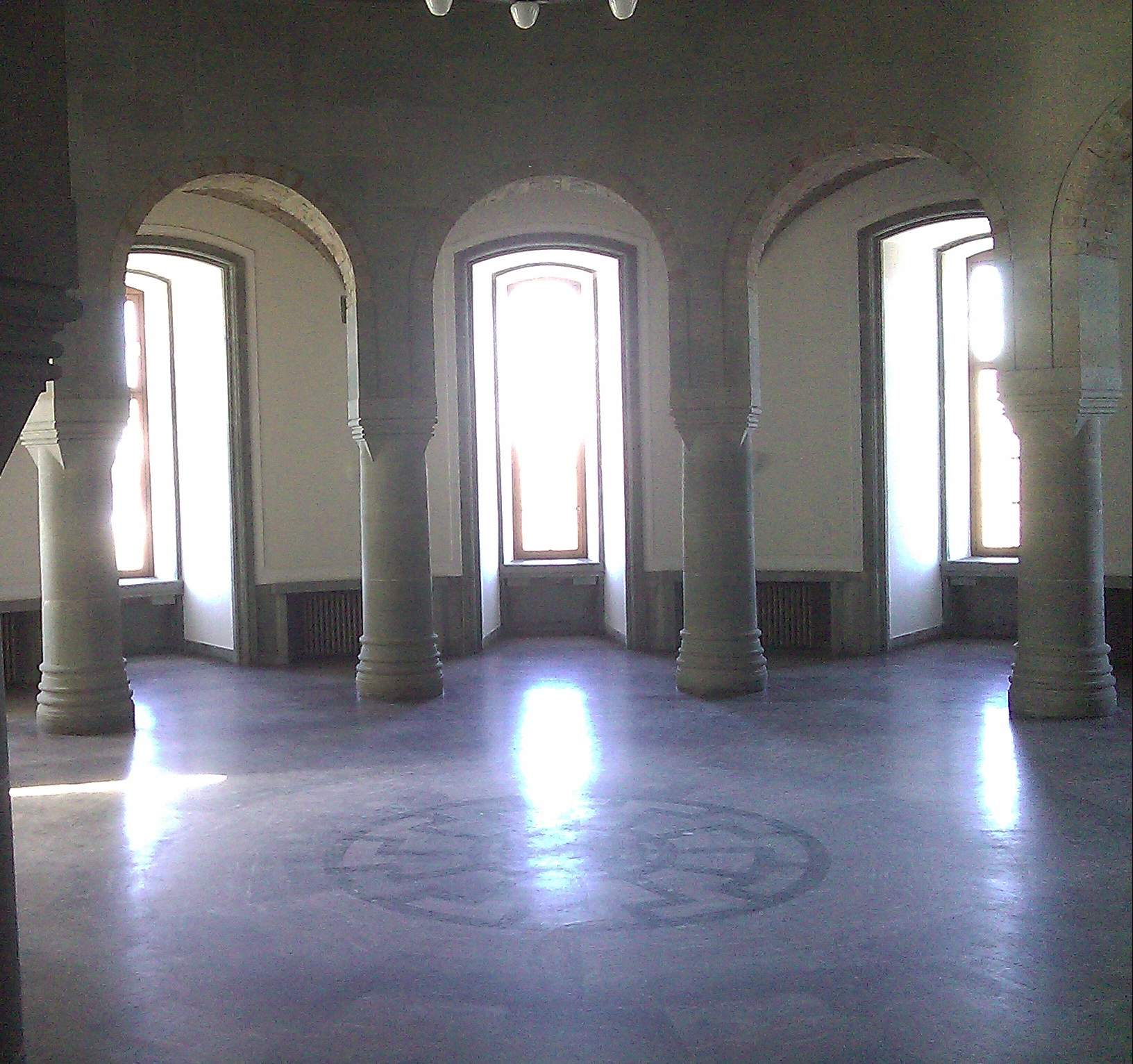
"Obergruppenführersaal"

Il "sole nero" è presente in un mosaico marmoreo nella torre nord del castello di Wewelsburg, vicino alla città di Paderborn, nel vano della ex "Oberguppenführersaal" (letteralmente: la sala di Obergruppenführer - la sala di SS-generali), completata tra il 1939 e il 1943. Di fatto, però, non esistono fonti certe che chiariscano se il mosaico fosse presente già prima della ricostruzione della torre stessa; i piani per la costruzione della torre-nord del castello di Wewelsburg non menzionano il mosaico con il sole nero.
Secondo alcune fonti in origine al centro di detto ornamento era collocato un disco d'oro, tale iconografia è stata interpretata come rappresentazione del sole visibile o il suo passaggio attraverso i mesi dell'anno. Il termine "sole nero", riferito alla ruota solare del castello di Wewelsburg, divenne popolare dopo la Seconda guerra mondiale. Normalmente, la stanza, dove è situato l'ornamento, può essere vista solo dall'esterno attraverso una porta munita di una griglia. A causa delle scarse condizioni d'illuminazione, il mosaico sul pavimento appare nero.
Grande sarebbe stata l'importanza data al castello stesso e in particolare alla torre nord: a partire dal 1941, infatti, gli architetti iniziarono a riferirsi al complesso come al "Centro del Mondo", seguendo l'idea di Himmler che avrebbe voluto questo luogo come centro ideologico per il Reich. In quest'ottica la torre avrebbe dovuto essere al centro di una tenuta circolare di 1.27 chilometri di diametro.
È necessario specificare che non ci sono testimonianze che la Obergruppenführersaal sia stata effettivamente utilizzata nel corso della permanenza di Himmler al castello.
Il significato attribuito da Himmler al simbolo (ammesso che ve ne fosse uno) rimane sconosciuto. Se questo disegno abbia avuto un qualche particolare significato o anche solo un nome preciso per le SS rimane ignoto.

## Uso contemporaneo

Emblema in uso dal Battaglione Azov fino ad agosto 2015

Il Sole nero viene principalmente utilizzato da organizzazioni e gruppi di estrema destra, neonazisti e suprematisti bianchi, spesso insieme ad altri simboli legati all'ideologia nazista, come ad esempio la svastica.
Il primo utilizzo del concetto del "sole nero" in ambito dell'occultismo e l'estrema destra fu negli articoli pubblicati dal 1951 al 1955 da Erik Halik, ingegnere svizzero e membro della società segreta neo-völkisch Landig Group, sulla rivista esoterica Mensh and Schiksal riguardo a degli ipotetici UFO nazisti nonché negli scritti, tra cui quelli pubblicati a partire dal 1971 sotto il nome Thule-Trilogie, dell'ex generale nazista Wilhelm Landig e fondatore del Landig Group per sostituire la svastica concependolo come un simbolo di connotazioni occultistiche per rappresentare una fonte di energia spirituale per la razza ariana.
Il "sole nero" divenne centrale anche per le opere del diplomatico ed esoterista cileno Miguel Serrano, il quale intendeva il sole nero come un vero e proprio corpo celeste che sarebbe stato il luogo di origine degli ariani.
Il simbolo rappresentato nel mosaico di Wewelsburg fu associato al concetto del "sole nero" di Landing e acquistò popolarità dal romanzo thriller tedesco del 1991 Die Schwarze Sonne von Tashi Lhunpo ("Il sole nero di Tashi Lhunpo") scritto sotto lo pseudonimo di Russell McCloud. Da allora il simbolo venne ripreso successivamente da diversi movimenti legati al neonazismo.
Numerosi gruppi e individui di estrema destra hanno utilizzato il simbolo all'interno della loro propaganda come il gruppo terroristico statunitense Atomwaffen Division o da Brenton Tarrant autore di una serie di attentati in alcune moschee di Christchurch in Nuova Zelanda nel 2019. Il simbolo venne inoltre mostrato da diversi partecipanti alla manifestazione Unite the Right rally del 2017 tenutasi a Charlottesville in Virginia.
Insieme ad altri simboli nazisti come il Wolfsangel, le rune armane ideate da Guido von List e il Totenkopf, il sole nero viene anche utilizzate da alcune frange del neonazismo legate al satanismo.
Il Sole nero era simbolo dell'associazione filo-nazista Unit 88, operante in Nuova Zelanda alla fine degli anni novanta ed è tra i simboli in uso dalla Antipodean Resistance, in Australia, ed è attualmente utilizzato dal gruppo italiano neonazista e neofascista della Comunità Militante Varesina dei "Dodici Raggi" (Do.Ra.), promotrice del circuito Skinheads 4 Skinheads.
Il simbolo fu utilizzato anche dal Battaglione Azov, che lo incuse nel primo logo ufficiale dalla sua fondazione nel 2014 fino ad agosto 2015. Per tale motivo, canali Telegram, media e influencer filo-Cremlino hanno diffuso notizie false che descrivevano l'attentatore come un cittadino ucraino legato al Battaglione Azov. Nonostante ciò l'attentatore non ha fatto alcun riferimento al Battaglione Azov o all'invasione russa dell'Ucraina del 2022 nel suo manifesto.
Allo stesso tempo una versione modificata è utilizzata da un antagonista russo di quest'ultimo battaglione, il gruppo di ricognizione, sabotaggio e assalto "Rusič" facente parte del Gruppo Wagner.
Il simbolo venne anche utilizzato durante la sparatoria del 14 maggio 2022 a Buffalo, nello stato di New York causata da suprematista bianco il quale aveva appuntato sulla sua armatura il Sole nero e aveva utilizzato lo stesso simbolo nel suo manifesto online rilasciato poco prima della strage.
Il primo settembre del 2022 un uomo di origini brasiliane con un tatuaggio del sole nero al braccio chiamato Fernando André Sabag Montiel tentò di assassinare la vicepresidente dell'Argentina Cristina Fernández de Kirchner puntandole una pistola al volto a distanza ravvicinata sotto gli occhi delle telecamere che si è inceppata evitando conseguenze fatali.
Il simbolo del sole nero viene oggi anche utilizzato dalle organizzazioni dell'Etenismo, tedesco e internazionale, che riprendono le teorie irministe ("Irminenschaft") o del misticismo nazista: l'esposizione del sole nero presso queste organizzazioni non ha necessariamente finalità politiche: può assolvere alla sua funzione rituale legata alla dottrina e al simbolismo cosmologico dell'Odinismo. Il simbolo viene utilizzato anche per la sua funzione di calendario, secondo il principio della ruota dell'anno ordinata e sviluppata sulle 4 principali festività del calendario protogermanico, esso è anche collegato allo studio ed all'uso delle rune.